# Mahamed Nurudsinau
Mahamed Nurudsinau (belarussisch Магамэд Нурудзінаў, russisch Магомед Нурутдинов Magomed Nurutdinow; * 7. Januar 1981 in Kaspijsk, Dagestan) ist ein ehemaliger belarussischer Boxer.

## Werdegang
Nurudsinau gewann bei der Weltmeisterschaft 2005 in Mianyang die Silbermedaille, nachdem er mit Siegen gegen Konstantin Buga, Roy Sheahan, Adam Trupish und Neil Perkins das Finale erreicht hatte und dort gegen Erislandy Lara unterlegen war. Bei der Europameisterschaft 2006 in Plowdiw verlor er im Achtelfinale gegen Zoran Mitrović und bei der WM 2007 in Chicago ebenfalls im Achtelfinale gegen den späteren Weltmeister Demetrius Andrade.
Nach dem Gewinn der europäischen Olympiaqualifikation 2008 in Pescara, nahm er auch an der Europameisterschaft 2008 in Liverpool teil; dort wurde er unter anderem mit Siegen gegen Abdülkadir Köroğlu und Jack Culcay-Keth Europameister. Bei den Olympischen Spielen 2008 in Peking schied er in der Vorrunde gegen John Jackson aus.
Bei der WM 2009 in Mailand unterlag er kampflos in der zweiten Vorrunde, gewann jedoch bei der EM 2010 in Moskau eine Bronzemedaille, nachdem er im Halbfinale gegen Adriani Vastine verloren hatte.
Bei der EM 2011 in Ankara kam er mit Siegen gegen Kiriakos Spanos, Samuel Matewosian, Ionuț Gheorghe und Adriani Vastine in das Finale, wo er gegen Fred Evans unterlag und Vize-Europameister wurde. Bei der WM 2011 in Baku verlor er in der zweiten Vorrunde knapp gegen Vikas Krishan.
Bei der europäischen Olympiaqualifikation 2012 in Trabzon unterlag er im Achtelfinale gegen Abdülkadir Köroğlu, bei den Europaspielen 2015 in Baku ebenfalls im Achtelfinale gegen Josh Kelly.
Zudem boxte er von 2010 bis 2014 für das Team Azerbaijan Baku Fires in der World Series of Boxing und gewann 7 von 12 Kämpfen.